# Dierama erectum
Dierama erectum är en irisväxtart som beskrevs av Olive Mary Hilliard. Dierama erectum ingår i släktet Dierama och familjen irisväxter. Inga underarter finns listade i Catalogue of Life.